# Ритланн, Юн Столе
Юн Столе Ритланн (норв. Jon Ståle Ritland, род. 25 июля 1968 года, Драммен) — норвежский поэт.
Окончил медицинский факультет Университета Осло (1995), стажировался в 1997—1999 гг. в Национальной больнице, в 2005 году защитил докторскую диссертацию в области офтальмологии, посвящённую глаукоме. Живет в Олесунне, практикующий врач-офтальмолог.

## Публикации на русском языке
- Юн Столе Ритланн. После проявки / перев. с норв. Нины Ставрогиной // Лiterratura. Электронный литературный журнал. 2018. № 119.[3]
- Юн Столе Ритланн. Углеродные соединения / перев. с норв. Нины Ставрогиной. – М.: Арго-Риск, 2021. – 68 с. – Серия «Дальним ветром», вып. 10.
- Юн Столе Ритланн. Углеродные соединения (стихи из книги в переводах Нины Ставрогиной) // Арт-дайджест «Солонеба». 08.01.2022[4]